# The Woman from Mellon's
The Woman from Mellon's é um filme mudo norte-americano de 1910 em curta-metragem, do gênero drama, dirigido por D. W. Griffith.

## Elenco
- Billy Quirk ... Harry Townsend
- George Nichols ... James Petersby
- Mary Pickford ... Mary Petersby, a filha